# 布鲁托
布鲁托是迪士尼经典卡通形象之一，是一隻土黃色的狗，性別為雄性。一般是作為米奇老鼠的寵物出現，但也曾經作為唐老鴨或高飛狗（本身也是狗）的寵物，在一些短篇故事中則作為主角。首次出现于1930年。
布魯托的名字源自曾经的九大行星，現時矮行星的冥王星（Pluto）所定立的。

## 外部連結
- 布鲁托官方網站 （页面存档备份，存于）
- 布鲁托官方的Facebook專頁